# 鈴木康友 (野球)
鈴木 康友（すずき やすとも、1959年7月6日 - ）は、奈良県五條市出身の元プロ野球選手（内野手）、プロ野球コーチ。野球解説者。

## 来歴・人物

### プロ入り前
天理高等学校では春夏の甲子園に4度出場。1年生の1975年夏の甲子園には控え内野手として出場。準々決勝に進出するが新居浜商に敗れる。2年上のチームメートに猪口明宏中堅手（巨人）がいた。強打の大型遊撃手として知られ、2年生で4番打者となる。同期の福家雅明を主戦投手とした1976年の春の選抜では、2回戦で福井高に敗れ、同年夏の甲子園では3回戦で星稜高に敗退。1977年、3年生時の春の選抜では、作新学院戦で放った中越えの大本塁打が球界関係者の注目を集めた。この大会は準々決勝に進出するが、エース山沖之彦を擁する中村高に敗退した。同年夏は、県大会準々決勝で中学時代の同級生・智弁学園の山口哲治に完封され、甲子園出場はならなかった。
1977年のドラフト会議では、当初大学進学の意志が強いと言われていたため、各球団とも上位での指名は見送ったが、5位で読売ジャイアンツが指名した。高卒5位指名ながら、当時の長嶋監督が獲得に自ら出馬して自宅まで出向いて口説き落とすなど、大いに注目され、入団時には、異例の一桁の背番号5が与えられた。

### プロ入り後
当時、巨人の遊撃手のポジションには河埜和正が君臨しており、わずか1年でこれまで背番号29だった河埜に5を奪われ、二軍暮らしが続いた。なおチームでの初顔合わせで長嶋監督に挨拶に行った際、「おお、調子はどうだ? （同期入団の）伸良」と勘違いされたエピソードが残されている。
1980年に一軍初出場を果たし、遊撃手として6試合に先発出場。その後も内野のユーティリティプレーヤーとして徐々に出場機会を増やす。
1984年には遊撃手、二塁手として31試合に先発。
しかし同年オフ、鴻野淳基とのトレードで西武ライオンズに移籍。石毛宏典や辻発彦らの存在もあって出番に恵まれなかった。
1986年開幕直前に市村則紀とのトレードで中日ドラゴンズに移籍する。ケン・モッカ退団後の三塁手の穴埋めに悩んだ中日は、遊撃手の宇野勝を三塁にコンバートし、その後継に鈴木を充てた。同年は開幕から主に二番打者に起用され、113試合に出場し初めて規定打席に到達。打率.234（リーグ30位）ながらキャリアハイの11本塁打を放ち、セ・リーグ最多の35犠打を記録して遊撃手のレギュラーに定着した。しかし翌1987年に移籍してきた落合博満が三塁手に入ったことで、宇野が遊撃手に戻り、鈴木は当初二塁を守ったが、やがて仁村徹にポジションを奪われる形で控えに転落。翌1988年には立浪和義が高卒新人で遊撃手に定着し、宇野が二塁、仁村が三塁、落合が一塁を守ることになり、わずか15試合の出場にとどまった。チームはリーグ優勝を果たしたが日本シリーズの出場もなかった。この年、5歳年下の客室乗務員の女性と結婚、その後2人の子供に恵まれている。
1989年10月13日の横浜大洋ホエールズ戦では松本豊からサヨナラ犠牲フライを放った。
1990年途中、北村照文との交換トレードで西武に復帰。
1991年の広島東洋カープとの日本シリーズでは代打として3試合に出場。王手をかけられた状態での第6戦では、6回に川口和久から決勝2点適時打を放ち、逆転日本一を果たす原動力となった。
1992年限りで現役引退。

### 引退後
1993年～2000年まで西武一軍守備・走塁コーチ、一塁ベースコーチとして三塁ベースコーチの伊原春樹とのコンビを務めた（2000年は三塁ベースコーチ）。西武コーチ時代はプロ入り当時の長嶋茂雄監督と同じ背番号90を着けた。
2002年～2003年、監督に就任した原辰徳に請われ、巨人一軍守備・走塁コーチ、三塁ベースコーチ。
2004年、伊原の監督就任によりオリックス・ブルーウェーブで一軍守備・走塁コーチ、一塁ベースコーチを務め、再び伊原とコンビを組んだ。
2005年 - 2006年はCS系テレビの野球解説者と日刊スポーツ野球評論家をしながら、茨城ゴールデンゴールズでコーチをしていた。
2007年 - 2009年はBCリーグ・富山サンダーバーズの監督を務めた。2008年にはリーグ優勝を達成している。同年のグランドチャンピオンシップでは香川オリーブガイナーズに敗退した。
2010年より9年ぶりに埼玉西武ライオンズの二軍守備・走塁コーチに復帰。
2011年は一軍内野守備・走塁コーチ（一塁ベースコーチ）を務めた。
2012年からは東北楽天ゴールデンイーグルスの一軍内野守備・走塁コーチを務める。
2013年からは退団した本西厚博に代わって三塁ベースコーチを担当することになった。
2014年10月14日に来季の契約を結ばないことが発表された。
2014年11月8日、福岡ソフトバンクホークスの二軍内野守備・走塁コーチに就任することが発表された。
2015年11月3日に三軍内野守備走塁コーチに就任することが発表された。
2016年10月4日退団。
2017年1月24日に四国アイランドリーグplus・徳島インディゴソックスの野手コーチに就任することが発表された。2017年のシーズンに徳島はリーグ優勝とグランドチャンピオンシップ優勝を達成している。同年11月18日に契約満了で退団。この2017年夏頃から体調を崩して闘病生活に入り、2018年2月に骨髄異形成症候群(MDS)で臍帯血移植を受けた。
2018年10月19日に長男がかつて所属していた立教新座高等学校野球部の非常勤コーチに就任した。2019年からはJ SPORTSの野球解説者に13年振りに復帰する(体調面も考慮し、2019年9月14日放送のオリックス対楽天戦のゲスト解説として出演)。同時に東京スポーツの野球評論家として活動する。
2021年4月11日、東京2020オリンピック聖火リレーにおける奈良県内の第一走者を務め、故郷の五條市を走った。

## 詳細情報

### 年度別打撃成績
| 年 度      | 球 団      | 試 合 | 打 席 | 打 数 | 得 点 | 安 打 | 二 塁 打 | 三 塁 打 | 本 塁 打 | 塁 打 | 打 点 | 盗 塁 | 盗 塁 死 | 犠 打 | 犠 飛 | 四 球 | 敬 遠 | 死 球 | 三 振 | 併 殺 打 | 打 率 | 出 塁 率 | 長 打 率 | O P S |
| ---------- | ---------- | ----- | ----- | ----- | ----- | ----- | -------- | -------- | -------- | ----- | ----- | ----- | -------- | ----- | ----- | ----- | ----- | ----- | ----- | -------- | ----- | -------- | -------- | ----- |
| 1980       | 巨人       | 39    | 23    | 20    | 2     | 2     | 0        | 0        | 2        | 8     | 2     | 0     | 0        | 1     | 0     | 2     | 0     | 0     | 12    | 0        | .100  | .182     | .400     | .582  |
| 1981       | 巨人       | 11    | 5     | 5     | 0     | 1     | 1        | 0        | 0        | 2     | 1     | 0     | 0        | 0     | 0     | 0     | 0     | 0     | 1     | 0        | .200  | .200     | .400     | .600  |
| 1982       | 巨人       | 45    | 63    | 52    | 13    | 10    | 1        | 0        | 1        | 14    | 3     | 0     | 1        | 6     | 0     | 4     | 0     | 1     | 19    | 0        | .192  | .263     | .269     | .532  |
| 1983       | 巨人       | 77    | 170   | 149   | 15    | 41    | 3        | 0        | 5        | 59    | 18    | 0     | 0        | 5     | 1     | 14    | 4     | 1     | 29    | 2        | .275  | .339     | .396     | .735  |
| 1984       | 巨人       | 85    | 146   | 126   | 16    | 24    | 8        | 0        | 3        | 41    | 9     | 3     | 1        | 8     | 0     | 10    | 0     | 2     | 24    | 0        | .190  | .261     | .325     | .586  |
| 1985       | 西武       | 13    | 16    | 14    | 1     | 4     | 1        | 0        | 0        | 5     | 1     | 2     | 0        | 0     | 0     | 2     | 0     | 0     | 2     | 0        | .286  | .375     | .357     | .732  |
| 1986       | 中日       | 119   | 429   | 368   | 31    | 86    | 16       | 1        | 11       | 137   | 30    | 3     | 2        | 35    | 3     | 18    | 0     | 5     | 76    | 4        | .234  | .277     | .372     | .649  |
| 1987       | 中日       | 79    | 110   | 97    | 10    | 18    | 6        | 0        | 0        | 24    | 6     | 3     | 0        | 6     | 1     | 6     | 0     | 0     | 24    | 1        | .186  | .231     | .247     | .478  |
| 1988       | 中日       | 15    | 31    | 26    | 4     | 6     | 3        | 0        | 1        | 12    | 2     | 1     | 1        | 1     | 0     | 4     | 0     | 0     | 3     | 0        | .231  | .333     | .462     | .795  |
| 1989       | 中日       | 80    | 119   | 100   | 15    | 22    | 4        | 0        | 0        | 26    | 9     | 3     | 3        | 10    | 2     | 7     | 0     | 0     | 23    | 0        | .220  | .266     | .260     | .526  |
| 1990       | 西武       | 65    | 101   | 83    | 7     | 18    | 2        | 1        | 1        | 25    | 7     | 0     | 2        | 8     | 0     | 10    | 0     | 0     | 11    | 2        | .217  | .301     | .301     | .602  |
| 1991       | 西武       | 27    | 22    | 19    | 2     | 4     | 2        | 0        | 0        | 6     | 1     | 2     | 1        | 1     | 0     | 1     | 0     | 1     | 2     | 2        | .211  | .286     | .316     | .602  |
| 1992       | 西武       | 33    | 26    | 23    | 1     | 8     | 2        | 0        | 0        | 10    | 2     | 0     | 0        | 0     | 0     | 1     | 0     | 2     | 4     | 0        | .348  | .423     | .435     | .858  |
| 通算：13年 | 通算：13年 | 688   | 1261  | 1082  | 117   | 244   | 49       | 2        | 24       | 369   | 91    | 17    | 11       | 81    | 7     | 79    | 4     | 12    | 230   | 11       | .226  | .284     | .341     | .625  |

- 各年度の太字はリーグ最高

### 記録
- 初出場：1980年4月15日、対中日ドラゴンズ1回戦（ナゴヤ球場）、8回裏に河埜和正に代わり遊撃手として出場
- 初安打・初本塁打・初打点：1980年7月15日、対中日ドラゴンズ13回戦（後楽園球場）、8回裏に三沢淳からソロ
- 初先発出場：1980年8月10日、対横浜大洋ホエールズ19回戦（横浜スタジアム）、8番・遊撃手として先発出場

### 背番号
- 5 （1978年）
- 43 （1979年 - 1981年）
- 25 （1982年 - 1984年）
- 38 （1985年）
- 37 （1986年 - 1990年途中）
- 12 （1990年途中 - 1992年）
- 90 （1993年 - 2000年）
- 82 （2002年 - 2003年）
- 76 （2004年）
- 81 （2007年 - 2009年）
- 72 （2010年 - 2011年）
- 73 （2012年 - 2014年、2017年）
- 83 （2015年 - 2016年）